# Hugo Budinger
Hugo Budinger, né le 10 juin 1927 à Düsseldorf et mort le 7 octobre 2017, est un joueur allemand de hockey sur gazon.

## Carrière
Hugo Budinger évolue en club au Rot-Weiss Cologne.
Hugo Budinger compte 58 sélections en équipe nationale de 1951 à 1961. Il est capitaine de l'équipe quart-de-finaliste des Jeux olympiques d'été de 1952. Il est vainqueur du Championnat d'Europe (non officiel) de 1954, médaillé de bronze des Jeux olympiques d'été de 1956 et septième des Jeux olympiques d'été de 1960.
Il est le directeur sportif de la Fédération ouest-allemande de hockey sur gazon (DHB) de 1961 à 1969 et est aussi sélectionneur national, emmenant l'équipe nationale à une quatrième place aux Jeux olympiques d'été de 1968 et à une troisième place à la Coupe du monde de hockey sur gazon masculin 1973.